# Clyde McPhatter & The Drifters
| Recensione | Giudizio |
| ---------- | -------- |
| AllMusic   | [ 1 ]    |

Clyde McPhatter & The Drifters è il primo album discografico a nome di Clyde McPhatter & The Drifters, pubblicato dalla casa discografica Atlantic Records nel 1956.

## Tracce
Lato A
1. Without Love (There Is Nothing) – 2:53 (Danny Small) – Registrato il 10 ottobre 1956 a New York
2. Someday You'll Want Me to Want You – 2:51 (Jimmy Hodges) – Registrato il 14 marzo 1954 a New York
3. Treasure of Love – 2:07 (Lou Stallman, Joe Shapiro) – Registrato il 4 marzo 1956 a New York
4. I'm Not Worthy of You – 2:37 (Clyde McPhatter) – Registrato il 25 agosto 1955 a New York
5. Bells of St. Mary's – 2:37 (Douglas Furber, A. Emmett Adams) – Registrato il 4 febbraio 1954 a New York
6. White Christmas – 2:35 (Irving Berlin) – Registrato il 4 febbraio 1954 a New York
7. I Make Believe – 2:51 (Ivory Joe Hunter) – Registrato il 4 marzo 1956 a New York

Lato B
1. Seven Days – 2:25 (Willis Carroll, Carmen Taylor) – Registrato il 25 agosto 1955 a New York
2. Warm Your Heart – 2:42 (Tom Dowd, A. Nugetre, Jerry Gerald) – Registrato il 12 novembre 1953 a New York
3. Money Honey – 2:55 (Jesse Stone) – Registrato il 9 agosto 1953 a New York
4. What'cha Gonna Do – 2:42 (A. Nugetre (Ahmet Ertegun)) – Registrato il 4 febbraio 1954 a New York
5. Such a Night – 2:26 (Lincoln Chase) – Registrato il 12 novembre 1953 a New York
6. Honey Love – 2:21 (Clyde McPhatter, Jerry Gerald) – Registrato il 4 febbraio 1954 a New York
7. Thirty Days – 2:07 (Winfield Scott) – Registrato il 26 luglio 1956 a New York

## Musicisti
Without Love (There Is Nothing)
- Clyde McPhatter - voce
- Joe Harris - batteria
- Altri musicisti non accreditati

Someday You'll Want Me to Want You
- Clyde McPhatter - voce tenore solista
- Gerhart Thrasher - voce tenore
- Charles Hughes - voce baritono
- Bill Pinkney - voce basso
- Jimmy Oliver (o) Mickey Baker - chitarra
- Sconosciuto (o) Sam Taylor - sassofono tenore
- Sconosciuto (o) Al Williams - pianoforte
- Sconosciuto (o) Lloyd Trotman - contrabbasso
- Sconosciuto (o) Chris Columbus - batteria
- Ahmet Ertegun e Jerry Wexler - produttori[4][5]

Treasure of Love / I Make Believe
- Clyde McPhatter - voce
- Altri musicisti non accreditati
- Ahmet Ertegun e Jerry Wexler - produttori

I'm Not Worthy of You / Seven Days
- Clyde McPhatter - voce
- Sconosciuto - tromba
- Sconosciuto - sassofono tenore
- Sconosciuto - sassofono baritono
- Sconosciuto - pianoforte
- Sconosciuto - chitarra
- Sconosciuto - contrabbasso
- Sconosciuto - batteria
- Sconosciuti - cori
- Ahmet Ertegun e Jerry Wexler - produttori

Bells of St. Mary's / White Christmas / What'cha Gonna Do / Honey Love
- Clyde McPhatter - voce tenore solista
- Gerhart Thrasher - voce tenore
- Andrew Thrasher - voce baritono
- Bill Pinkney - voce basso
- Jimmy Oliver - chitarra
- Mickey Baker - chitarra
- Sconosciuto (o) Sam Taylor - sassofono tenore
- Sconosciuto - vibrafono (brano: White Christmas)
- Sconosciuto (o) Dick Hyman - pianoforte, organo
- Sconosciuto (o) Lloyd Trotman - contrabbasso
- Sconosciuto (o) Connie Kay - batteria
- Ahmet Ertegun e Jerry Wexler - produttori[4][5]

Warm Your Heart / Such a Night
- Clyde McPhatter - voce tenore solista
- Gerhart Thrasher - voce tenore
- Andrew Thrasher - voce baritono
- Bill Pinkney - voce basso
- Jimmy Oliver - chitarra
- Mickey Baker - chitarra
- Sam Taylor - sassofono tenore
- Harry Van Walls - pianoforte
- Sconosciuto - contrabbasso
- Sconosciuto - batteria

Money Honey
- Clyde McPhatter - voce tenore solista
- Andrew Thrasher - voce tenore
- Gerhart Thrasher - voce baritono
- Willie Ferbee - voce basso
- Walter Adams - chitarra
- Mickey Baker - chitarra
- Sam Taylor - sassofono tenore
- Jesse Stone - pianoforte
- Sconosciuto - contrabbasso
- Sconosciuto - batteria

Thirty Days
- Clyde McPhatter - voce
- Altri musicisti non accreditati[5]

## Singoli dell'album in classifica
| Data    | Titolo del brano  | Posizione classifica Hot 100 | Posizione classifica R&B |
| ------- | ----------------- | ---------------------------- | ------------------------ |
| 1953    | Money Honey       | -                            | 1                        |
| 1954    | Honey Love        | -                            | 1                        |
| 1954    | Such a Night      | -                            | 2                        |
| 1955    | What'cha Gonna Do | -                            | 2                        |
| 12/1955 | White Christmas   | 80                           | 2                        |